# RecBCD
 (EC 3.1.11.5, Escherichia coli eksonukleaza V, E. coli eksonukleaza V, gen recBC endoenzim, RecBC dezoksiribonukleaza, gen recBC DNaza, eksonukleaza V, gen recBCD enzimi) je enzim  bakterije koji inicira rekombinantnu popravku potencijalno letalnog prekida dvolančane DNK koji može da bude posledica izlaganju jonizirajućoj radijaciji, replikacionih grešaka, endonukleaza, oksidativnog oštećenja, i niza drugih faktora. RecBCD enzim je helikaza koja odvija, ili razdvaja DNK lance, kao i nukleaza koja preseca jednolančanu DNK. Ovaj enzim katalizuje sledeću hemijsku reakciju
Eksonukleolitičko razlaganje (u prisustvu ATP) u bilo 5'- ka 3'- ili 3'- ka 5'- smeru čime se formiraju 5'-fosfooligonukleotidi

## Struktura
Enzimski kompleks se sastoji od tri različite podjedinice: RecB, RecC, i RecD i stoga se kompleks naziva RecBCD. Pre otkrića recD gena, ovaj enzim je bio poznat kao RecBC. Svaka podjedinica je kodirana zasebnim genom:
| gen | lanac | protein | funkcija                 |
| --- | ----- | ------- | ------------------------ |
|     | beta  | P08394  | 3'-5' helikaza, nukleaza |
|     | gama  | P07648  | prepoznaje (engl. )      |
|     | alfa  | P04993  | 5'-3' helikaza           |

## Literatura
- Spies M, Kowalczykowski SC (2003). „Homologous recombination by RecBCD and RecF pathways”.  Ур.: Higgins P. Bacterial Chromosomes. Washington, D.C: ASM Press. стр. 389—403. ISBN 978-1-55581-232-4.
- Nicholas C. Price; Lewis Stevens (1999). Fundamentals of Enzymology: The Cell and Molecular Biology of Catalytic Proteins (Third изд.). USA: Oxford University Press. ISBN 019850229X.
- Eric J. Toone (2006). Advances in Enzymology and Related Areas of Molecular Biology, Protein Evolution (Volume 75 изд.). Wiley-Interscience. ISBN 0471205036.
- Branden C; Tooze J. Introduction to Protein Structure. New York, NY: Garland Publishing. ISBN 0-8153-2305-0.
- Irwin H. Segel. Enzyme Kinetics: Behavior and Analysis of Rapid Equilibrium and Steady-State Enzyme Systems (Book 44 изд.). Wiley Classics Library. ISBN 0471303097.

## Spoljašnje veze
- Exodeoxyribonuclease+V на 
- Exodeoxyribonuclease+V,+E+coli на 